# Sajjaporn Tumsuwan
Sajjaporn Tumsuwan (thailändisch สัจพร ตุ้มสุวรรณ์, * 9. November 2000) ist ein thailändischer Fußballspieler.

## Karriere
Sajjaporn Tumsuwan stand 2019 beim Police Tero FC in Bangkok unter Vertrag. Die erste Mannschaft spielte in der zweiten thailändischen Liga, der Thai League 2. Hier kam er jedoch nicht zum Einsatz. Mit der U23-Mannschaft von Police spielte er elfmal in der vierten Liga. Mit dem Verein trat er in der Bangkok Metropolitan Region an. Wo der von Anfang 2020 bis Mitte 2021 gespielt hat, ist unbekannt. Zur Saison 2021/22 unterschrieb er einen Vertrag beim Zweitligisten Nakhon Pathom United FC. Sein Zweitligadebüt für den Verein aus Nakhon Pathom gab Sajjaporn Tumsuwan am 15. September 2021 (3. Spieltag) im Heimspiel gegen den Zweitligaaufsteiger Raj-Pracha FC. Hier wurde er in der 70. Minute für Anukorn Sangrum eingewechselt. Drei Minuten nach seiner Einwechslung schoss er sein erstes Zweitligator zum 1:1-Ausgleich. Das Spiel endete 1:1. Am Ende der Saison 2022/23 feierte er mit Nakhon Pathom die Meisterschaft und den Aufstieg in die erste Liga. Am Ende der Saison 2024/25 belegte er mit Nakhon Pathom den vorletzten Tabellenplatz und musste somit in die zweite Liga absteigen. Nach dem Abstieg verließ er den Verein und schloss sich im Juli 2025 dem Zweitligisten Mahasarakham SBT FC an.

## Erfolge
Nakhon Pathom United FC
- Thailändischer Zweitligameister: 2022/23  ▲